# Гебур, Вера
Вера Маргрете Гебур (дат. Vera Margrethe Gebuhr; 15 мая 1916, Оденсе, Дания — 22 декабря 2014, Гентофте, Дания) — датская актриса театра, кино и телевидения.

## Биография
Вера Гебур родилась в 1916 году в Оденсе. В 1937—1939 годах училась в актёрской школе при Королевском театре Дании. После этого она играла в театре Folketeatret до 1964 года. Впоследствии играла в различных театрах до 90-х годов. Также снималась в кино и на телевидении. Она была наиболее известна ролью фрекен Йёргенсен в телесериале «Матадор». Продолжала работать вплоть до пожилого возраста.
Гебур дважды была замужем. Первым её мужем был поэт Палле Фоннс, он скончался от кровоизлияния в мозг. После этого она вышла замуж за инженера Томаса Вранга. Они прожили вместе 42 года. В 1999 году Гебур была удостоена премии Preben Neergaard honorary award. Она скончалась в 2014 году в своём доме в Гентофте на 99-м году жизни.